# Ромашки (Ракитнянский район)
Рома́шки (укр. Ромашки) — село, входит в Ракитнянский район Киевской области Украины.
Население по переписи 2001 года составляло 865 человек. Почтовый индекс — 09623. Телефонный код — 4562. Занимает площадь 30 км². Код КОАТУУ — 3223785001.

## Местный совет
09623, Київська обл., Рокитнянський р-н, с. Ромашки, вул. Покровська, 23

## История
Село Ромашки было в составе Винцентовской волости Васильковского уезда Киевской губернии. В селе была Покровская церковь. Священнослужители Покровской церкви:
- 1849 — священник Флор Мизецкий